# Bernhard Horwitz
Pour les articles homonymes, voir Horwitz.
Cet article utilise la notation algébrique pour décrire des coups du jeu d'échecs.
Bernhard Horwitz (né Benjamin Horwitz le 10 mai 1807 à Neustrelitz, Duché de Mecklembourg-Strelitz - 29 août 1885 à Londres) est un maître germano-britannique d'échecs et un compositeur d'études.

## Biographie
D'origine juive, il change par la suite son prénom Benjamin pour celui de Bernhard. De 1836 jusqu'à 1839, il étudie la peinture à l'École des Beaux-Arts à Berlin. 

## Pléiade berlinoise
Vers la même époque, de 1837 à 1843, il fait partie d'un groupe de joueurs d'échecs allemands appelé « La Pléiade berlinoise ». Comme les autres membres de la pléiade, il joue aussi à la Société d'échecs de Berlin, l'un des plus vieux club allemands, auquel la pléiade donne un véritable essor.
Il s'installe d'abord à Hambourg en 1839, puis en 1845, pour se perfectionner, il se rend à Londres où il prend la nationalité britannique et participe de façon soutenue à la vie échiquéenne. 

## Parcours britannique
En Angleterre, il dispute des matchs contre les meilleurs joueurs du pays, dont Howard Staunton  (1846, +7-14=3), Lionel Kieseritzky (1846, +4-7=1), Daniel Harrwitz (1846, +4-6=1, et 1849, +6-7=2), Henry Bird (1851, probablement sa meilleure performance : +7-3=4), Johann Löwenthal (1852, +1-4=0), Ignaz von Kolisch (1860, +1-3=0s) et d'autres.
En 1851, il participe au premier tournoi international à Londres où il prend la 7e place. Il bat de nouveau Bird à la première ronde par +2,5-1,5, mais perd contre Staunton à la seconde par +2,5-4,5, et se fait écraser par J. Szen à la troisième.
Pendant une période, il occupe le troisième rang mondial, selon Jeff Sonas. Il atteint son meilleur classement en octobre 1846.
Cependant, son mérite principal dans les échecs se trouve beaucoup plus dans sa création analytique. Il a composé des problèmes et des études. Il remporte le premier tournoi de composition d'études de l'histoire qui a été organisé par Löwenthal.
En collaboration avec Josef Kling, il publie en 1851 Chess Studies, une collection de 208 finales, principalement le fruit de leur collaboration. Après la mort de Kling, Horwitz fait paraître en 1884, sous le titre Chess Studies and End-Games, une réédition augmentée qui jette les bases de la théorie moderne des finales. Les deux auteurs sont d’ailleurs considérés comme ceux qui ont fondé l'étude moderne des finales.
À partir de 1855, Horwitz a composé plus de 200 études qu'il fait paraître sous son nom dans des revues comme Westminster Papers, The City of London Chess Magazine et The Chess Monthly.

## Une étude
|   | a | b | c | d | e | f | g | h |   |
| 8 | Fou noir sur case noire b8 · Dame noire sur case noire e7 · Pion blanc sur case noire b6 · Cavalier noir sur case noire f6 · Cavalier blanc sur case noire h6 · Roi noir sur case noire c5 · Cavalier blanc sur case noire e5 · Pion blanc sur case blanche a4 · Pion noir sur case noire d4 · Pion blanc sur case noire c3 · Tour blanche sur case blanche f3 · Pion blanc sur case blanche c2 · Pion blanc sur case noire f2 · Roi blanc sur case blanche g2 | Fou noir sur case noire b8 · Dame noire sur case noire e7 · Pion blanc sur case noire b6 · Cavalier noir sur case noire f6 · Cavalier blanc sur case noire h6 · Roi noir sur case noire c5 · Cavalier blanc sur case noire e5 · Pion blanc sur case blanche a4 · Pion noir sur case noire d4 · Pion blanc sur case noire c3 · Tour blanche sur case blanche f3 · Pion blanc sur case blanche c2 · Pion blanc sur case noire f2 · Roi blanc sur case blanche g2 | Fou noir sur case noire b8 · Dame noire sur case noire e7 · Pion blanc sur case noire b6 · Cavalier noir sur case noire f6 · Cavalier blanc sur case noire h6 · Roi noir sur case noire c5 · Cavalier blanc sur case noire e5 · Pion blanc sur case blanche a4 · Pion noir sur case noire d4 · Pion blanc sur case noire c3 · Tour blanche sur case blanche f3 · Pion blanc sur case blanche c2 · Pion blanc sur case noire f2 · Roi blanc sur case blanche g2 | Fou noir sur case noire b8 · Dame noire sur case noire e7 · Pion blanc sur case noire b6 · Cavalier noir sur case noire f6 · Cavalier blanc sur case noire h6 · Roi noir sur case noire c5 · Cavalier blanc sur case noire e5 · Pion blanc sur case blanche a4 · Pion noir sur case noire d4 · Pion blanc sur case noire c3 · Tour blanche sur case blanche f3 · Pion blanc sur case blanche c2 · Pion blanc sur case noire f2 · Roi blanc sur case blanche g2 | Fou noir sur case noire b8 · Dame noire sur case noire e7 · Pion blanc sur case noire b6 · Cavalier noir sur case noire f6 · Cavalier blanc sur case noire h6 · Roi noir sur case noire c5 · Cavalier blanc sur case noire e5 · Pion blanc sur case blanche a4 · Pion noir sur case noire d4 · Pion blanc sur case noire c3 · Tour blanche sur case blanche f3 · Pion blanc sur case blanche c2 · Pion blanc sur case noire f2 · Roi blanc sur case blanche g2 | Fou noir sur case noire b8 · Dame noire sur case noire e7 · Pion blanc sur case noire b6 · Cavalier noir sur case noire f6 · Cavalier blanc sur case noire h6 · Roi noir sur case noire c5 · Cavalier blanc sur case noire e5 · Pion blanc sur case blanche a4 · Pion noir sur case noire d4 · Pion blanc sur case noire c3 · Tour blanche sur case blanche f3 · Pion blanc sur case blanche c2 · Pion blanc sur case noire f2 · Roi blanc sur case blanche g2 | Fou noir sur case noire b8 · Dame noire sur case noire e7 · Pion blanc sur case noire b6 · Cavalier noir sur case noire f6 · Cavalier blanc sur case noire h6 · Roi noir sur case noire c5 · Cavalier blanc sur case noire e5 · Pion blanc sur case blanche a4 · Pion noir sur case noire d4 · Pion blanc sur case noire c3 · Tour blanche sur case blanche f3 · Pion blanc sur case blanche c2 · Pion blanc sur case noire f2 · Roi blanc sur case blanche g2 | Fou noir sur case noire b8 · Dame noire sur case noire e7 · Pion blanc sur case noire b6 · Cavalier noir sur case noire f6 · Cavalier blanc sur case noire h6 · Roi noir sur case noire c5 · Cavalier blanc sur case noire e5 · Pion blanc sur case blanche a4 · Pion noir sur case noire d4 · Pion blanc sur case noire c3 · Tour blanche sur case blanche f3 · Pion blanc sur case blanche c2 · Pion blanc sur case noire f2 · Roi blanc sur case blanche g2 | 8 |
| 7 | Fou noir sur case noire b8 · Dame noire sur case noire e7 · Pion blanc sur case noire b6 · Cavalier noir sur case noire f6 · Cavalier blanc sur case noire h6 · Roi noir sur case noire c5 · Cavalier blanc sur case noire e5 · Pion blanc sur case blanche a4 · Pion noir sur case noire d4 · Pion blanc sur case noire c3 · Tour blanche sur case blanche f3 · Pion blanc sur case blanche c2 · Pion blanc sur case noire f2 · Roi blanc sur case blanche g2 | Fou noir sur case noire b8 · Dame noire sur case noire e7 · Pion blanc sur case noire b6 · Cavalier noir sur case noire f6 · Cavalier blanc sur case noire h6 · Roi noir sur case noire c5 · Cavalier blanc sur case noire e5 · Pion blanc sur case blanche a4 · Pion noir sur case noire d4 · Pion blanc sur case noire c3 · Tour blanche sur case blanche f3 · Pion blanc sur case blanche c2 · Pion blanc sur case noire f2 · Roi blanc sur case blanche g2 | Fou noir sur case noire b8 · Dame noire sur case noire e7 · Pion blanc sur case noire b6 · Cavalier noir sur case noire f6 · Cavalier blanc sur case noire h6 · Roi noir sur case noire c5 · Cavalier blanc sur case noire e5 · Pion blanc sur case blanche a4 · Pion noir sur case noire d4 · Pion blanc sur case noire c3 · Tour blanche sur case blanche f3 · Pion blanc sur case blanche c2 · Pion blanc sur case noire f2 · Roi blanc sur case blanche g2 | Fou noir sur case noire b8 · Dame noire sur case noire e7 · Pion blanc sur case noire b6 · Cavalier noir sur case noire f6 · Cavalier blanc sur case noire h6 · Roi noir sur case noire c5 · Cavalier blanc sur case noire e5 · Pion blanc sur case blanche a4 · Pion noir sur case noire d4 · Pion blanc sur case noire c3 · Tour blanche sur case blanche f3 · Pion blanc sur case blanche c2 · Pion blanc sur case noire f2 · Roi blanc sur case blanche g2 | Fou noir sur case noire b8 · Dame noire sur case noire e7 · Pion blanc sur case noire b6 · Cavalier noir sur case noire f6 · Cavalier blanc sur case noire h6 · Roi noir sur case noire c5 · Cavalier blanc sur case noire e5 · Pion blanc sur case blanche a4 · Pion noir sur case noire d4 · Pion blanc sur case noire c3 · Tour blanche sur case blanche f3 · Pion blanc sur case blanche c2 · Pion blanc sur case noire f2 · Roi blanc sur case blanche g2 | Fou noir sur case noire b8 · Dame noire sur case noire e7 · Pion blanc sur case noire b6 · Cavalier noir sur case noire f6 · Cavalier blanc sur case noire h6 · Roi noir sur case noire c5 · Cavalier blanc sur case noire e5 · Pion blanc sur case blanche a4 · Pion noir sur case noire d4 · Pion blanc sur case noire c3 · Tour blanche sur case blanche f3 · Pion blanc sur case blanche c2 · Pion blanc sur case noire f2 · Roi blanc sur case blanche g2 | Fou noir sur case noire b8 · Dame noire sur case noire e7 · Pion blanc sur case noire b6 · Cavalier noir sur case noire f6 · Cavalier blanc sur case noire h6 · Roi noir sur case noire c5 · Cavalier blanc sur case noire e5 · Pion blanc sur case blanche a4 · Pion noir sur case noire d4 · Pion blanc sur case noire c3 · Tour blanche sur case blanche f3 · Pion blanc sur case blanche c2 · Pion blanc sur case noire f2 · Roi blanc sur case blanche g2 | Fou noir sur case noire b8 · Dame noire sur case noire e7 · Pion blanc sur case noire b6 · Cavalier noir sur case noire f6 · Cavalier blanc sur case noire h6 · Roi noir sur case noire c5 · Cavalier blanc sur case noire e5 · Pion blanc sur case blanche a4 · Pion noir sur case noire d4 · Pion blanc sur case noire c3 · Tour blanche sur case blanche f3 · Pion blanc sur case blanche c2 · Pion blanc sur case noire f2 · Roi blanc sur case blanche g2 | 7 |
| 6 | Fou noir sur case noire b8 · Dame noire sur case noire e7 · Pion blanc sur case noire b6 · Cavalier noir sur case noire f6 · Cavalier blanc sur case noire h6 · Roi noir sur case noire c5 · Cavalier blanc sur case noire e5 · Pion blanc sur case blanche a4 · Pion noir sur case noire d4 · Pion blanc sur case noire c3 · Tour blanche sur case blanche f3 · Pion blanc sur case blanche c2 · Pion blanc sur case noire f2 · Roi blanc sur case blanche g2 | Fou noir sur case noire b8 · Dame noire sur case noire e7 · Pion blanc sur case noire b6 · Cavalier noir sur case noire f6 · Cavalier blanc sur case noire h6 · Roi noir sur case noire c5 · Cavalier blanc sur case noire e5 · Pion blanc sur case blanche a4 · Pion noir sur case noire d4 · Pion blanc sur case noire c3 · Tour blanche sur case blanche f3 · Pion blanc sur case blanche c2 · Pion blanc sur case noire f2 · Roi blanc sur case blanche g2 | Fou noir sur case noire b8 · Dame noire sur case noire e7 · Pion blanc sur case noire b6 · Cavalier noir sur case noire f6 · Cavalier blanc sur case noire h6 · Roi noir sur case noire c5 · Cavalier blanc sur case noire e5 · Pion blanc sur case blanche a4 · Pion noir sur case noire d4 · Pion blanc sur case noire c3 · Tour blanche sur case blanche f3 · Pion blanc sur case blanche c2 · Pion blanc sur case noire f2 · Roi blanc sur case blanche g2 | Fou noir sur case noire b8 · Dame noire sur case noire e7 · Pion blanc sur case noire b6 · Cavalier noir sur case noire f6 · Cavalier blanc sur case noire h6 · Roi noir sur case noire c5 · Cavalier blanc sur case noire e5 · Pion blanc sur case blanche a4 · Pion noir sur case noire d4 · Pion blanc sur case noire c3 · Tour blanche sur case blanche f3 · Pion blanc sur case blanche c2 · Pion blanc sur case noire f2 · Roi blanc sur case blanche g2 | Fou noir sur case noire b8 · Dame noire sur case noire e7 · Pion blanc sur case noire b6 · Cavalier noir sur case noire f6 · Cavalier blanc sur case noire h6 · Roi noir sur case noire c5 · Cavalier blanc sur case noire e5 · Pion blanc sur case blanche a4 · Pion noir sur case noire d4 · Pion blanc sur case noire c3 · Tour blanche sur case blanche f3 · Pion blanc sur case blanche c2 · Pion blanc sur case noire f2 · Roi blanc sur case blanche g2 | Fou noir sur case noire b8 · Dame noire sur case noire e7 · Pion blanc sur case noire b6 · Cavalier noir sur case noire f6 · Cavalier blanc sur case noire h6 · Roi noir sur case noire c5 · Cavalier blanc sur case noire e5 · Pion blanc sur case blanche a4 · Pion noir sur case noire d4 · Pion blanc sur case noire c3 · Tour blanche sur case blanche f3 · Pion blanc sur case blanche c2 · Pion blanc sur case noire f2 · Roi blanc sur case blanche g2 | Fou noir sur case noire b8 · Dame noire sur case noire e7 · Pion blanc sur case noire b6 · Cavalier noir sur case noire f6 · Cavalier blanc sur case noire h6 · Roi noir sur case noire c5 · Cavalier blanc sur case noire e5 · Pion blanc sur case blanche a4 · Pion noir sur case noire d4 · Pion blanc sur case noire c3 · Tour blanche sur case blanche f3 · Pion blanc sur case blanche c2 · Pion blanc sur case noire f2 · Roi blanc sur case blanche g2 | Fou noir sur case noire b8 · Dame noire sur case noire e7 · Pion blanc sur case noire b6 · Cavalier noir sur case noire f6 · Cavalier blanc sur case noire h6 · Roi noir sur case noire c5 · Cavalier blanc sur case noire e5 · Pion blanc sur case blanche a4 · Pion noir sur case noire d4 · Pion blanc sur case noire c3 · Tour blanche sur case blanche f3 · Pion blanc sur case blanche c2 · Pion blanc sur case noire f2 · Roi blanc sur case blanche g2 | 6 |
| 5 | Fou noir sur case noire b8 · Dame noire sur case noire e7 · Pion blanc sur case noire b6 · Cavalier noir sur case noire f6 · Cavalier blanc sur case noire h6 · Roi noir sur case noire c5 · Cavalier blanc sur case noire e5 · Pion blanc sur case blanche a4 · Pion noir sur case noire d4 · Pion blanc sur case noire c3 · Tour blanche sur case blanche f3 · Pion blanc sur case blanche c2 · Pion blanc sur case noire f2 · Roi blanc sur case blanche g2 | Fou noir sur case noire b8 · Dame noire sur case noire e7 · Pion blanc sur case noire b6 · Cavalier noir sur case noire f6 · Cavalier blanc sur case noire h6 · Roi noir sur case noire c5 · Cavalier blanc sur case noire e5 · Pion blanc sur case blanche a4 · Pion noir sur case noire d4 · Pion blanc sur case noire c3 · Tour blanche sur case blanche f3 · Pion blanc sur case blanche c2 · Pion blanc sur case noire f2 · Roi blanc sur case blanche g2 | Fou noir sur case noire b8 · Dame noire sur case noire e7 · Pion blanc sur case noire b6 · Cavalier noir sur case noire f6 · Cavalier blanc sur case noire h6 · Roi noir sur case noire c5 · Cavalier blanc sur case noire e5 · Pion blanc sur case blanche a4 · Pion noir sur case noire d4 · Pion blanc sur case noire c3 · Tour blanche sur case blanche f3 · Pion blanc sur case blanche c2 · Pion blanc sur case noire f2 · Roi blanc sur case blanche g2 | Fou noir sur case noire b8 · Dame noire sur case noire e7 · Pion blanc sur case noire b6 · Cavalier noir sur case noire f6 · Cavalier blanc sur case noire h6 · Roi noir sur case noire c5 · Cavalier blanc sur case noire e5 · Pion blanc sur case blanche a4 · Pion noir sur case noire d4 · Pion blanc sur case noire c3 · Tour blanche sur case blanche f3 · Pion blanc sur case blanche c2 · Pion blanc sur case noire f2 · Roi blanc sur case blanche g2 | Fou noir sur case noire b8 · Dame noire sur case noire e7 · Pion blanc sur case noire b6 · Cavalier noir sur case noire f6 · Cavalier blanc sur case noire h6 · Roi noir sur case noire c5 · Cavalier blanc sur case noire e5 · Pion blanc sur case blanche a4 · Pion noir sur case noire d4 · Pion blanc sur case noire c3 · Tour blanche sur case blanche f3 · Pion blanc sur case blanche c2 · Pion blanc sur case noire f2 · Roi blanc sur case blanche g2 | Fou noir sur case noire b8 · Dame noire sur case noire e7 · Pion blanc sur case noire b6 · Cavalier noir sur case noire f6 · Cavalier blanc sur case noire h6 · Roi noir sur case noire c5 · Cavalier blanc sur case noire e5 · Pion blanc sur case blanche a4 · Pion noir sur case noire d4 · Pion blanc sur case noire c3 · Tour blanche sur case blanche f3 · Pion blanc sur case blanche c2 · Pion blanc sur case noire f2 · Roi blanc sur case blanche g2 | Fou noir sur case noire b8 · Dame noire sur case noire e7 · Pion blanc sur case noire b6 · Cavalier noir sur case noire f6 · Cavalier blanc sur case noire h6 · Roi noir sur case noire c5 · Cavalier blanc sur case noire e5 · Pion blanc sur case blanche a4 · Pion noir sur case noire d4 · Pion blanc sur case noire c3 · Tour blanche sur case blanche f3 · Pion blanc sur case blanche c2 · Pion blanc sur case noire f2 · Roi blanc sur case blanche g2 | Fou noir sur case noire b8 · Dame noire sur case noire e7 · Pion blanc sur case noire b6 · Cavalier noir sur case noire f6 · Cavalier blanc sur case noire h6 · Roi noir sur case noire c5 · Cavalier blanc sur case noire e5 · Pion blanc sur case blanche a4 · Pion noir sur case noire d4 · Pion blanc sur case noire c3 · Tour blanche sur case blanche f3 · Pion blanc sur case blanche c2 · Pion blanc sur case noire f2 · Roi blanc sur case blanche g2 | 5 |
| 4 | Fou noir sur case noire b8 · Dame noire sur case noire e7 · Pion blanc sur case noire b6 · Cavalier noir sur case noire f6 · Cavalier blanc sur case noire h6 · Roi noir sur case noire c5 · Cavalier blanc sur case noire e5 · Pion blanc sur case blanche a4 · Pion noir sur case noire d4 · Pion blanc sur case noire c3 · Tour blanche sur case blanche f3 · Pion blanc sur case blanche c2 · Pion blanc sur case noire f2 · Roi blanc sur case blanche g2 | Fou noir sur case noire b8 · Dame noire sur case noire e7 · Pion blanc sur case noire b6 · Cavalier noir sur case noire f6 · Cavalier blanc sur case noire h6 · Roi noir sur case noire c5 · Cavalier blanc sur case noire e5 · Pion blanc sur case blanche a4 · Pion noir sur case noire d4 · Pion blanc sur case noire c3 · Tour blanche sur case blanche f3 · Pion blanc sur case blanche c2 · Pion blanc sur case noire f2 · Roi blanc sur case blanche g2 | Fou noir sur case noire b8 · Dame noire sur case noire e7 · Pion blanc sur case noire b6 · Cavalier noir sur case noire f6 · Cavalier blanc sur case noire h6 · Roi noir sur case noire c5 · Cavalier blanc sur case noire e5 · Pion blanc sur case blanche a4 · Pion noir sur case noire d4 · Pion blanc sur case noire c3 · Tour blanche sur case blanche f3 · Pion blanc sur case blanche c2 · Pion blanc sur case noire f2 · Roi blanc sur case blanche g2 | Fou noir sur case noire b8 · Dame noire sur case noire e7 · Pion blanc sur case noire b6 · Cavalier noir sur case noire f6 · Cavalier blanc sur case noire h6 · Roi noir sur case noire c5 · Cavalier blanc sur case noire e5 · Pion blanc sur case blanche a4 · Pion noir sur case noire d4 · Pion blanc sur case noire c3 · Tour blanche sur case blanche f3 · Pion blanc sur case blanche c2 · Pion blanc sur case noire f2 · Roi blanc sur case blanche g2 | Fou noir sur case noire b8 · Dame noire sur case noire e7 · Pion blanc sur case noire b6 · Cavalier noir sur case noire f6 · Cavalier blanc sur case noire h6 · Roi noir sur case noire c5 · Cavalier blanc sur case noire e5 · Pion blanc sur case blanche a4 · Pion noir sur case noire d4 · Pion blanc sur case noire c3 · Tour blanche sur case blanche f3 · Pion blanc sur case blanche c2 · Pion blanc sur case noire f2 · Roi blanc sur case blanche g2 | Fou noir sur case noire b8 · Dame noire sur case noire e7 · Pion blanc sur case noire b6 · Cavalier noir sur case noire f6 · Cavalier blanc sur case noire h6 · Roi noir sur case noire c5 · Cavalier blanc sur case noire e5 · Pion blanc sur case blanche a4 · Pion noir sur case noire d4 · Pion blanc sur case noire c3 · Tour blanche sur case blanche f3 · Pion blanc sur case blanche c2 · Pion blanc sur case noire f2 · Roi blanc sur case blanche g2 | Fou noir sur case noire b8 · Dame noire sur case noire e7 · Pion blanc sur case noire b6 · Cavalier noir sur case noire f6 · Cavalier blanc sur case noire h6 · Roi noir sur case noire c5 · Cavalier blanc sur case noire e5 · Pion blanc sur case blanche a4 · Pion noir sur case noire d4 · Pion blanc sur case noire c3 · Tour blanche sur case blanche f3 · Pion blanc sur case blanche c2 · Pion blanc sur case noire f2 · Roi blanc sur case blanche g2 | Fou noir sur case noire b8 · Dame noire sur case noire e7 · Pion blanc sur case noire b6 · Cavalier noir sur case noire f6 · Cavalier blanc sur case noire h6 · Roi noir sur case noire c5 · Cavalier blanc sur case noire e5 · Pion blanc sur case blanche a4 · Pion noir sur case noire d4 · Pion blanc sur case noire c3 · Tour blanche sur case blanche f3 · Pion blanc sur case blanche c2 · Pion blanc sur case noire f2 · Roi blanc sur case blanche g2 | 4 |
| 3 | Fou noir sur case noire b8 · Dame noire sur case noire e7 · Pion blanc sur case noire b6 · Cavalier noir sur case noire f6 · Cavalier blanc sur case noire h6 · Roi noir sur case noire c5 · Cavalier blanc sur case noire e5 · Pion blanc sur case blanche a4 · Pion noir sur case noire d4 · Pion blanc sur case noire c3 · Tour blanche sur case blanche f3 · Pion blanc sur case blanche c2 · Pion blanc sur case noire f2 · Roi blanc sur case blanche g2 | Fou noir sur case noire b8 · Dame noire sur case noire e7 · Pion blanc sur case noire b6 · Cavalier noir sur case noire f6 · Cavalier blanc sur case noire h6 · Roi noir sur case noire c5 · Cavalier blanc sur case noire e5 · Pion blanc sur case blanche a4 · Pion noir sur case noire d4 · Pion blanc sur case noire c3 · Tour blanche sur case blanche f3 · Pion blanc sur case blanche c2 · Pion blanc sur case noire f2 · Roi blanc sur case blanche g2 | Fou noir sur case noire b8 · Dame noire sur case noire e7 · Pion blanc sur case noire b6 · Cavalier noir sur case noire f6 · Cavalier blanc sur case noire h6 · Roi noir sur case noire c5 · Cavalier blanc sur case noire e5 · Pion blanc sur case blanche a4 · Pion noir sur case noire d4 · Pion blanc sur case noire c3 · Tour blanche sur case blanche f3 · Pion blanc sur case blanche c2 · Pion blanc sur case noire f2 · Roi blanc sur case blanche g2 | Fou noir sur case noire b8 · Dame noire sur case noire e7 · Pion blanc sur case noire b6 · Cavalier noir sur case noire f6 · Cavalier blanc sur case noire h6 · Roi noir sur case noire c5 · Cavalier blanc sur case noire e5 · Pion blanc sur case blanche a4 · Pion noir sur case noire d4 · Pion blanc sur case noire c3 · Tour blanche sur case blanche f3 · Pion blanc sur case blanche c2 · Pion blanc sur case noire f2 · Roi blanc sur case blanche g2 | Fou noir sur case noire b8 · Dame noire sur case noire e7 · Pion blanc sur case noire b6 · Cavalier noir sur case noire f6 · Cavalier blanc sur case noire h6 · Roi noir sur case noire c5 · Cavalier blanc sur case noire e5 · Pion blanc sur case blanche a4 · Pion noir sur case noire d4 · Pion blanc sur case noire c3 · Tour blanche sur case blanche f3 · Pion blanc sur case blanche c2 · Pion blanc sur case noire f2 · Roi blanc sur case blanche g2 | Fou noir sur case noire b8 · Dame noire sur case noire e7 · Pion blanc sur case noire b6 · Cavalier noir sur case noire f6 · Cavalier blanc sur case noire h6 · Roi noir sur case noire c5 · Cavalier blanc sur case noire e5 · Pion blanc sur case blanche a4 · Pion noir sur case noire d4 · Pion blanc sur case noire c3 · Tour blanche sur case blanche f3 · Pion blanc sur case blanche c2 · Pion blanc sur case noire f2 · Roi blanc sur case blanche g2 | Fou noir sur case noire b8 · Dame noire sur case noire e7 · Pion blanc sur case noire b6 · Cavalier noir sur case noire f6 · Cavalier blanc sur case noire h6 · Roi noir sur case noire c5 · Cavalier blanc sur case noire e5 · Pion blanc sur case blanche a4 · Pion noir sur case noire d4 · Pion blanc sur case noire c3 · Tour blanche sur case blanche f3 · Pion blanc sur case blanche c2 · Pion blanc sur case noire f2 · Roi blanc sur case blanche g2 | Fou noir sur case noire b8 · Dame noire sur case noire e7 · Pion blanc sur case noire b6 · Cavalier noir sur case noire f6 · Cavalier blanc sur case noire h6 · Roi noir sur case noire c5 · Cavalier blanc sur case noire e5 · Pion blanc sur case blanche a4 · Pion noir sur case noire d4 · Pion blanc sur case noire c3 · Tour blanche sur case blanche f3 · Pion blanc sur case blanche c2 · Pion blanc sur case noire f2 · Roi blanc sur case blanche g2 | 3 |
| 2 | Fou noir sur case noire b8 · Dame noire sur case noire e7 · Pion blanc sur case noire b6 · Cavalier noir sur case noire f6 · Cavalier blanc sur case noire h6 · Roi noir sur case noire c5 · Cavalier blanc sur case noire e5 · Pion blanc sur case blanche a4 · Pion noir sur case noire d4 · Pion blanc sur case noire c3 · Tour blanche sur case blanche f3 · Pion blanc sur case blanche c2 · Pion blanc sur case noire f2 · Roi blanc sur case blanche g2 | Fou noir sur case noire b8 · Dame noire sur case noire e7 · Pion blanc sur case noire b6 · Cavalier noir sur case noire f6 · Cavalier blanc sur case noire h6 · Roi noir sur case noire c5 · Cavalier blanc sur case noire e5 · Pion blanc sur case blanche a4 · Pion noir sur case noire d4 · Pion blanc sur case noire c3 · Tour blanche sur case blanche f3 · Pion blanc sur case blanche c2 · Pion blanc sur case noire f2 · Roi blanc sur case blanche g2 | Fou noir sur case noire b8 · Dame noire sur case noire e7 · Pion blanc sur case noire b6 · Cavalier noir sur case noire f6 · Cavalier blanc sur case noire h6 · Roi noir sur case noire c5 · Cavalier blanc sur case noire e5 · Pion blanc sur case blanche a4 · Pion noir sur case noire d4 · Pion blanc sur case noire c3 · Tour blanche sur case blanche f3 · Pion blanc sur case blanche c2 · Pion blanc sur case noire f2 · Roi blanc sur case blanche g2 | Fou noir sur case noire b8 · Dame noire sur case noire e7 · Pion blanc sur case noire b6 · Cavalier noir sur case noire f6 · Cavalier blanc sur case noire h6 · Roi noir sur case noire c5 · Cavalier blanc sur case noire e5 · Pion blanc sur case blanche a4 · Pion noir sur case noire d4 · Pion blanc sur case noire c3 · Tour blanche sur case blanche f3 · Pion blanc sur case blanche c2 · Pion blanc sur case noire f2 · Roi blanc sur case blanche g2 | Fou noir sur case noire b8 · Dame noire sur case noire e7 · Pion blanc sur case noire b6 · Cavalier noir sur case noire f6 · Cavalier blanc sur case noire h6 · Roi noir sur case noire c5 · Cavalier blanc sur case noire e5 · Pion blanc sur case blanche a4 · Pion noir sur case noire d4 · Pion blanc sur case noire c3 · Tour blanche sur case blanche f3 · Pion blanc sur case blanche c2 · Pion blanc sur case noire f2 · Roi blanc sur case blanche g2 | Fou noir sur case noire b8 · Dame noire sur case noire e7 · Pion blanc sur case noire b6 · Cavalier noir sur case noire f6 · Cavalier blanc sur case noire h6 · Roi noir sur case noire c5 · Cavalier blanc sur case noire e5 · Pion blanc sur case blanche a4 · Pion noir sur case noire d4 · Pion blanc sur case noire c3 · Tour blanche sur case blanche f3 · Pion blanc sur case blanche c2 · Pion blanc sur case noire f2 · Roi blanc sur case blanche g2 | Fou noir sur case noire b8 · Dame noire sur case noire e7 · Pion blanc sur case noire b6 · Cavalier noir sur case noire f6 · Cavalier blanc sur case noire h6 · Roi noir sur case noire c5 · Cavalier blanc sur case noire e5 · Pion blanc sur case blanche a4 · Pion noir sur case noire d4 · Pion blanc sur case noire c3 · Tour blanche sur case blanche f3 · Pion blanc sur case blanche c2 · Pion blanc sur case noire f2 · Roi blanc sur case blanche g2 | Fou noir sur case noire b8 · Dame noire sur case noire e7 · Pion blanc sur case noire b6 · Cavalier noir sur case noire f6 · Cavalier blanc sur case noire h6 · Roi noir sur case noire c5 · Cavalier blanc sur case noire e5 · Pion blanc sur case blanche a4 · Pion noir sur case noire d4 · Pion blanc sur case noire c3 · Tour blanche sur case blanche f3 · Pion blanc sur case blanche c2 · Pion blanc sur case noire f2 · Roi blanc sur case blanche g2 | 2 |
| 1 | Fou noir sur case noire b8 · Dame noire sur case noire e7 · Pion blanc sur case noire b6 · Cavalier noir sur case noire f6 · Cavalier blanc sur case noire h6 · Roi noir sur case noire c5 · Cavalier blanc sur case noire e5 · Pion blanc sur case blanche a4 · Pion noir sur case noire d4 · Pion blanc sur case noire c3 · Tour blanche sur case blanche f3 · Pion blanc sur case blanche c2 · Pion blanc sur case noire f2 · Roi blanc sur case blanche g2 | Fou noir sur case noire b8 · Dame noire sur case noire e7 · Pion blanc sur case noire b6 · Cavalier noir sur case noire f6 · Cavalier blanc sur case noire h6 · Roi noir sur case noire c5 · Cavalier blanc sur case noire e5 · Pion blanc sur case blanche a4 · Pion noir sur case noire d4 · Pion blanc sur case noire c3 · Tour blanche sur case blanche f3 · Pion blanc sur case blanche c2 · Pion blanc sur case noire f2 · Roi blanc sur case blanche g2 | Fou noir sur case noire b8 · Dame noire sur case noire e7 · Pion blanc sur case noire b6 · Cavalier noir sur case noire f6 · Cavalier blanc sur case noire h6 · Roi noir sur case noire c5 · Cavalier blanc sur case noire e5 · Pion blanc sur case blanche a4 · Pion noir sur case noire d4 · Pion blanc sur case noire c3 · Tour blanche sur case blanche f3 · Pion blanc sur case blanche c2 · Pion blanc sur case noire f2 · Roi blanc sur case blanche g2 | Fou noir sur case noire b8 · Dame noire sur case noire e7 · Pion blanc sur case noire b6 · Cavalier noir sur case noire f6 · Cavalier blanc sur case noire h6 · Roi noir sur case noire c5 · Cavalier blanc sur case noire e5 · Pion blanc sur case blanche a4 · Pion noir sur case noire d4 · Pion blanc sur case noire c3 · Tour blanche sur case blanche f3 · Pion blanc sur case blanche c2 · Pion blanc sur case noire f2 · Roi blanc sur case blanche g2 | Fou noir sur case noire b8 · Dame noire sur case noire e7 · Pion blanc sur case noire b6 · Cavalier noir sur case noire f6 · Cavalier blanc sur case noire h6 · Roi noir sur case noire c5 · Cavalier blanc sur case noire e5 · Pion blanc sur case blanche a4 · Pion noir sur case noire d4 · Pion blanc sur case noire c3 · Tour blanche sur case blanche f3 · Pion blanc sur case blanche c2 · Pion blanc sur case noire f2 · Roi blanc sur case blanche g2 | Fou noir sur case noire b8 · Dame noire sur case noire e7 · Pion blanc sur case noire b6 · Cavalier noir sur case noire f6 · Cavalier blanc sur case noire h6 · Roi noir sur case noire c5 · Cavalier blanc sur case noire e5 · Pion blanc sur case blanche a4 · Pion noir sur case noire d4 · Pion blanc sur case noire c3 · Tour blanche sur case blanche f3 · Pion blanc sur case blanche c2 · Pion blanc sur case noire f2 · Roi blanc sur case blanche g2 | Fou noir sur case noire b8 · Dame noire sur case noire e7 · Pion blanc sur case noire b6 · Cavalier noir sur case noire f6 · Cavalier blanc sur case noire h6 · Roi noir sur case noire c5 · Cavalier blanc sur case noire e5 · Pion blanc sur case blanche a4 · Pion noir sur case noire d4 · Pion blanc sur case noire c3 · Tour blanche sur case blanche f3 · Pion blanc sur case blanche c2 · Pion blanc sur case noire f2 · Roi blanc sur case blanche g2 | Fou noir sur case noire b8 · Dame noire sur case noire e7 · Pion blanc sur case noire b6 · Cavalier noir sur case noire f6 · Cavalier blanc sur case noire h6 · Roi noir sur case noire c5 · Cavalier blanc sur case noire e5 · Pion blanc sur case blanche a4 · Pion noir sur case noire d4 · Pion blanc sur case noire c3 · Tour blanche sur case blanche f3 · Pion blanc sur case blanche c2 · Pion blanc sur case noire f2 · Roi blanc sur case blanche g2 | 1 |
|   | a | b | c | d | e | f | g | h |   |

Solution :
1. c3xd4+ Rc5-d5
2. c2-c4+ Rd5-e6
3. Tf3xf6+ De7xf6
4. d4-d5+ Re6-d6
5. Rg2-f1 Df6-f4
6. Ch6-f7+
Les noirs perdent la Dame par une fourchette (le thème de l'étude) au coup suivant.